# Anthrax sodom
Anthrax sodom är en tvåvingeart som först beskrevs av Samuel Wendell Williston  1893.  Anthrax sodom ingår i släktet Anthrax och familjen svävflugor.
Artens utbredningsområde är Kalifornien. Inga underarter finns listade i Catalogue of Life.